# Farmington Mountain
Farmington Mountain est une montagne située au sein de la vallée du Connecticut, au centre de l'état du même nom (États-Unis), et faisant partie de Metacomet Ridge, une longue arête rocheuse des Appalaches qui traverse le sud de la Nouvelle-Angleterre sur 160 kilomètres de long. Le sommet s'élève à environ 160 mètres d'altitude en son point le plus élevé. Talcott Mountain est une destination populaire pour la pratique de la randonnée pédestre, réputée pour son microclimat ainsi que sa faune et sa flore variées. Le musée de Hill-Stead revêt localement une grande importance historique.

## Géographie

### Topographie
Farmington Mountain s'élève abruptement au-dessus de la vallée de la rivière Farmington et de la ville du même nom à l'ouest, sur le territoire de laquelle elle se situe intégralement. Elle s'étend sur 2,3 kilomètres de long pour 800 mètres en son point le plus large. Elle consiste en une arête avec deux pics distincts, dont le plus haut atteint environ 160 mètres, dominant un plateau. Le panorama y est moins impressionnant que depuis les montagnes voisines en raison de la végétation. Elle se prolonge au nord par Talcott Mountain et au sud par Rattlesnake Mountain.

### Hydrographie
Le réservoir Farmington est niché entre le sommet de la crête et le bord inférieur du plateau. Les eaux du versant oriental de la montagne s'écoulent dans le Trout Brook, puis dans la Park River, affluent du fleuve Connecticut, tandis que le versant occidental appartient au bassin de la rivière Farmington qui se jette également dans le fleuve.

### Géologie
Farmington Mountain, comme la plus grande partie de Metacomet Ridge, est composée de basalte, une roche volcanique. Elle s'est formée à la fin du Trias lors de la séparation de la Laurasia et du Gondwana, puis de l'Amérique du Nord et de l'Eurasie. La lave émise au niveau du rift s'est solidifiée en créant une structure en mille-feuille sur une centaine de mètres d'épaisseur. Les failles et les séismes ont permis le soulèvement de cette structure géologique caractérisée par de longues crêtes et falaises.

### Écosystème
La combinaison des crêtes chaudes et sèches, des ravines froides et humides et des éboulis basaltiques est responsable d'une grande variété de microclimats et d'écosystèmes abritant de nombreuses espèces inhabituelles pour la région. Peak Mountain est un important corridor migratoire saisonnier pour les rapaces. Vingt espèces y ont été recensées, dont le Pygargue à tête blanche, la Crécerelle d'Amérique, l'Aigle royal et le Faucon pèlerin.

## Histoire

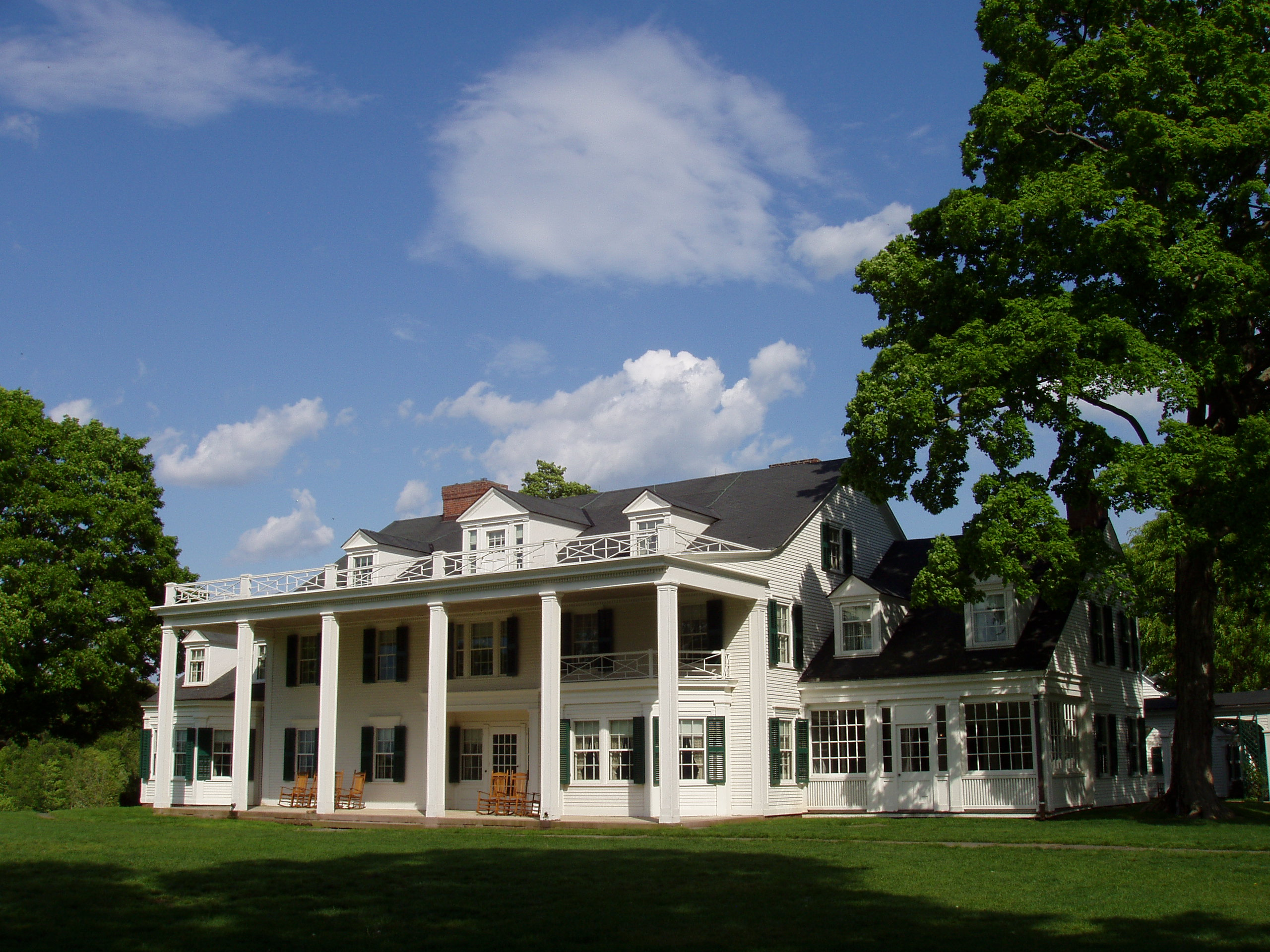
Vue de Hill-Stead Museum.

Hill-Stead a été créé sur un terrain de 1 km2 dans la partie septentrionale de la montagne comme maison de campagne par le riche industriel Alfred Atmore Pope, d'après les plans de sa fille Theodate Pope Riddle en 1901. Celle-ci hérite de la propriété après la mort de ses parents et, à la fin de sa propre vie en 1946, émet le souhait que Hill Stead soit transformé en musée à la mémoire de ses parents. D'après ses vœux testamentaires, la maison ainsi que son mobilier doivent rester intacts, ne pas être déplacés ni vendus.
Les bâtiments incluent la demeure principale de 3 100 m2 et de style néo-colonial, une ferme du XVIIIe siècle, un garage avec une salle consacrée aux arts et métiers ainsi qu'une grange et des annexes à la ferme. La maison est richement dotée en peintures, gravures et objets d'art en général. Parmi ceux-ci figurent des tableaux des impressionnistes Édouard Manet, Claude Monet et James McNeill Whistler, ou encore d'Albrecht Dürer et des cartes postales issues de la correspondance entretenue avec Mary Cassatt, Henry James et James McNeill Whistler

## Activités

### Tourisme
Le réseau de sentiers de randonnée pédestre est entretenu à la fois par le musée Hill-Stead et par la ville de Farmington. La montagne est également traversée par une partie des 82 kilomètres du Metacomet Trail, maintenu par la Connecticut Forest and Park Association, qui s'étend des Hanging Hills à Meriden jusqu'à la frontière avec le Massachusetts. Le Farmington Reservoir Trail, situé au sud-ouest de la montagne et entretenu par la municipalité, est ouvert à la randonnée, à l'observation ornithologique, au pique-nique, à la raquette à neige et à diverses autres activités de détente. Il donne accès au Metacomet Trail,,.

### Menaces et protections environnementales
La principale pollution visuelle qui pèse sur Farmington Mountain est l'étalement périurbain. En 2000, elle a fait l'objet d'une étude du National Park Service en vue d'être intégrée dans un nouveau National Scenic Trail, le New England National Scenic Trail, qui aurait inclus le Metacomet-Monadnock Trail au Massachusetts d'une part, les Mattabesett Trail et Metacomet Trail au Connecticut d'autre part.
Le Farmington Land Trust est une association active dans la préservation de Farmington Mountain et son panorama. Elle a préservé plusieurs parcelles sur les piémonts de la montagne et des régions alentour de Metacomet Ridge.